# John Marley
Pour les articles homonymes, voir Marley.
John Marley est un acteur américain, né le 17 octobre 1907 à New York, et mort le 22 mai 1984 à Los Angeles.

## Filmographie
- 1942 : Native Land : Thug With Crowbar
- 1947 : Le Carrefour de la mort (Kiss of Death) d'Henry Hathaway : Convict
- 1948 : La Cité sans voiles (The Naked City) de Jules Dassin : Managing Editor
- 1950 : Ma and Pa Kettle Go to Town : Second Cab Driver
- 1951 : Dans la gueule du loup (The Mob) : Tony
- 1952 : My Six Convicts : Knotty Johnson
- 1953 : The Joe Louis Story : Mannie Seamon
- 1953 : Three Steps to Heaven (série télévisée) : Vince Bannister (1953-1954)
- 1955 : La Jungle des hommes (The Square Jungle) de Jerry Hopper : Tommy Dillon, Referee
- 1956 : Time Table (en) de Mark Stevens : Bobik
- 1958 : Je veux vivre ! (I Want to Live !) : Father Devers
- 1960 : La Mafia (Pay or Die) : D. Caputo, Ragman
- 1961 :  La quatrième  dimension (The twilight zone) jeux d enfant (Kick the can)
- 1962 : A Pair of Boots
- 1963 : Un enfant attend (A Child Is Waiting) : Holland
- 1963 : The Wheeler Dealers d'Arthur Hiller : Achilles Dimitros
- 1963 : America, America : Garabet
- 1965 : Nightmare in the Sun
- 1965 : Cat Ballou : Frankie Ballou
- 1965 : Further Adventures of Gallegher: A Case of Murder (TV, épisode 1) : Coach Driver
- 1965 : The Lollipop Cover
- 1967 : Les Mystères de l'Ouest (The Wild Wild West), (série TV) - Saison 2 épisode 27, La Nuit du Loup (The Night of the Wolf), de Charles Rondeau : King Stefan IX
- 1968 : En pays ennemi (In Enemy Country) de Harry Keller : Rausch
- 1968 : Istanbul Express (de) (TV) : Kapel
- 1968 : Faces : Richard Forst
- 1968 Le Virginien (TV) saison 6 épisode 22 (Le chemin tortueux) : Rondell
- 1970 : Un homme nommé Sledge : Old Man
- 1970 : Love Story (Love Story) d'Arthur Hiller : Phil Cavalleri
- 1971 : Incident in San Francisco (TV) : Mario Cianelli
- 1971 : The Sheriff (TV) : Kinsella
- 1971 : Pigeon d'argile (Clay Pigeon) : Police Captain
- 1971 : In Broad Daylight (TV) : Lt. Bergman
- 1972 : Le Parrain (The Godfather) de Francis Ford Coppola : Jack Woltz
- 1972 : L'etrusco uccide ancora : Nikos Samarakis
- 1972 : The Family Rico (TV) : Sid Kubik
- 1973 : Jory : Roy Starr
- 1973 : Un camion en or massif (en) (The Alpha Caper) de Robert Michael Lewis (TV) : Lee Saunders
- 1973 : Blade de Ernest Pintoff : Tommy Blade
- 1974 : Grandpa, Mom, Dad and Richie (TV)
- 1974 : Le Mort-vivant (Dead of Night) : Charles Brooks
- 1975 : La Trahison se paie cash (en) (Framed) de Phil Karlson : Sal Viccarrone
- 1976 : W.C. Fields et moi (W.C. Fields and Me) d'Arthur Hiller : Studio Head Bannerman
- 1977 : Kid Vengeance : Jesus
- 1977 : Enfer mécanique (The Car) : Everett
- 1977 : The Greatest : Dr. Pacheco
- 1977 : Telethon (TV) : Arnold Shagan
- 1977 : The Private Files of J. Edgar Hoover de Larry Cohen : Dave Hindley
- 1978 : Les monstres sont toujours vivants (It Lives Again) : Mr. Mallory
- 1978 : La Fureur du danger (Hooper) : Max Berns
- 1978 : L'Ancien Testament (Greatest Heroes of the Bible) (feuilleton TV) : Moses
- 1979: L'Incroyable Hulk. : Saison 3; Épisode 8 : Le retour :D.W. Banner
- 1980 : This Year's Blonde (en) (TV) : Joe Schenck
- 1980 : Un fils pour l'été (Tribute) : Lou Daniels
- 1981 : Utilities : Roy Blue
- 1981 : Word of Honor (en) (TV) : Gordon Agee
- 1981 : Threshold de Richard Pearce : Edgar Fine
- 1981 : L'Homme de Prague (The Amateur) : Molton
- 1982 : La Fièvre de l'or (Mother Lode) de Charlton Heston : Elijha
- 1982 : Falcon's Gold (TV) : Christopher Falcon
- 1984 : The Glitter Dome (TV) : Capt. Woofer
- 1986 : On the Edge (en) : Elmo
- 1992 : Le Parrain (mini-série, vidéo) : Jack Woltz